# Collège royal préparatoire aux techniques aéronautiques
 (mai 2008).
Si vous disposez d'ouvrages ou d'articles de référence ou si vous connaissez des sites web de qualité traitant du thème abordé ici, merci de compléter l'article en donnant les références utiles à sa vérifiabilité et en les liant à la section « Notes et références ».
Le Collège royal préparatoire aux techniques aéronautiques (CRPTA) est un lycée élite paramilitaire dirigé et géré par les forces royales de l'air. Il est fondé par sa Majesté Le Roi Hassan II pour former des futurs officiers de l'air.
La sélection d'entree au CRPTA se fait en deux étapes :
- présélection sur dossier ;
- concours d'entrée : premièrement la visite médicale, ensuite le test sportif et psychologique. Finalement l'écrit (Maths,physique,francais,anglais) dans le deuxième jour .
- Le taux de sélection est inférieur à celui de l'université Harvard aux États-Unis..

Sachant que ces infos peuvent varier de temps à autre.
De plus, la sélection se poursuit au sein du lycée.[réf. nécessaire]
Leurs slogan est :
« La gloire aux collégiens ».